# Roerdepartement
Het Roerdepartement (Frans: Departement de la Roër, Duits: Rurdepartement) was een departement in de Franse tijd (1798-1814) aan de benedenloop van de Rijn, nu grotendeels in Duitsland en voor een klein deel in Nederland. Het was genoemd naar de Roer (in het Duits Rur, niet te verwarren met de Ruhr).

## Instelling
In 1798 lijfden de Fransen de Cisrheniaanse Republiek bij de Eerste Franse Republiek in. Het gebied was ingedeeld in departementen, waarvan het Roerdepartement het meest noordelijke was. Het bestond uit gebieden die tijdens het ancien régime onder andere bij het hertogdom Gulik, het hertogdom Kleef, het Rijk van Aken, het prinsbisdom Keulen en Pruisisch Opper-Gelre gehoord hadden. Enkele landjes werden later als Gecedeerde Landen aan de Bataafse Republiek verkocht (1800). Wesel werd dan weer aan het departement toegevoegd (1805).

## Bestuurlijke indeling
De hoofdstad was Aken. Het departement was ingedeeld in de volgende arrondissementen en kantons (situatie van 1812):
- Aken, kantons: Aken (Aachen), Burtscheid, Düren, Eschweiler, Froitzheim, Geilenkirchen, Gemünd, Heinsberg, Linnich, Monschau en Sittard.
- Kleef, kantons: Kleef (Kleve), Gelderen (Geldern), Goch, Horst, Kalkar, Kranenburg, Wankum, Wezel (Wesel) en Xanten.
- Krefeld, kantons: Krefeld, Bracht, Erkelenz, Kempen, Moers, Neersen, Neuss, Odenkirchen, Rijnberk (Rheinberg), Uerdingen, Viersen
- Keulen, kantons: Keulen (Köln), Bergheim, Brühl, Dormagen, Elsen, Gulik (Gülich), Kerpen, Lechenich, Weiden en Zülpich.

## Prefect
1801-1802: Nicolas Sébastien Simon
1802-1804: Alexandre Méchin
1804-1806: Jean Charles Joseph Laumond
1806-1809: Alexandre de Lameth
1809-1814: Charles-François de Ladoucette

## Opheffing
Na de nederlaag van Napoleon bij Leipzig werd het departement in 1814 voorlopig bij het generaal-gouvernement Neder-Rijn ingedeeld. Bij het Weense Congres werd het in 1815 verdeeld tussen het Verenigd Koninkrijk der Nederlanden en Pruisen. Gemeentes aan de Maas of ten westen ervan werden afgestaan aan de nieuwe provincie Limburg, het Pruisisch deel werd verdeeld over de nieuwe provincies Gulik-Kleef-Berg en Beneden-Rijn.

## Externe link

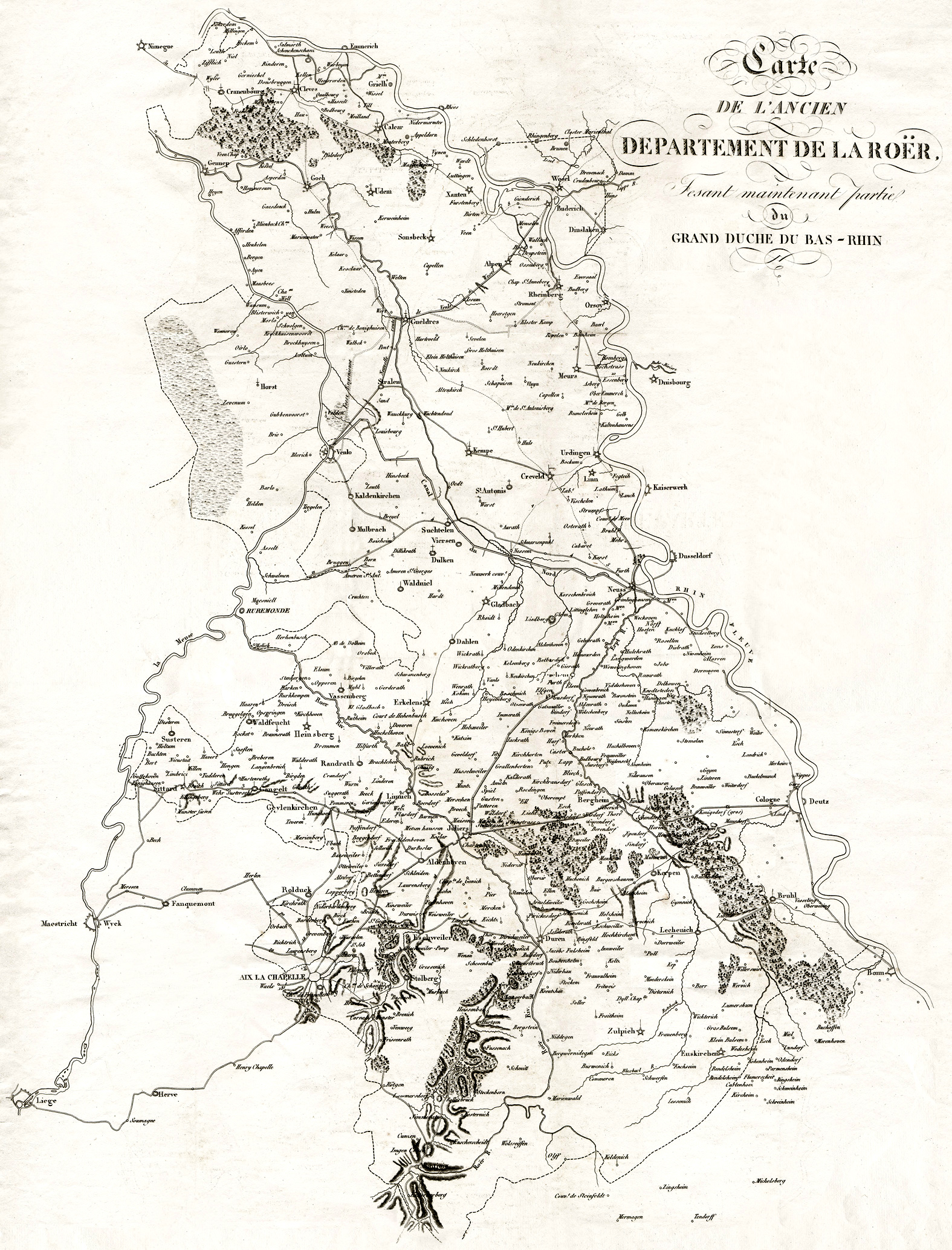